# Bloodletting
Bloodletting (deutsch „Aderlass“) ist das dritte Album der US-amerikanischen Alternative-Rock-Band Concrete Blonde. Auf ihm spielt der zu dieser Zeit freie Stammschlagzeuger von Roxy Music, Paul Thompson, anstelle von Harry Rushakoff. Rushakoff hatte sich mit der Bandleaderin gestritten. Diese übernahm wieder den Hauptanteil der Bass-Arbeit, wodurch sich die ursprüngliche Trio-Besetzung reformierte. Insbesondere die Texte zeichnen für einen gehörigen Gothic-Einschlag verantwortlich. Dank der Radioeinsätze von Joey wurde Bloodletting zum erfolgreichsten Album. Der kleine Hit vermochte es aber nicht, Concrete Blonde zum Durchbruch zu verhelfen.

## Gastmusiker
An den Aufnahmen wirkte Andy Prieboy von der befreundeten Gruppe Wall of Voodoo mit, indem er seine eigene Komposition Tomorrow, Wendy auf dem Keyboard begleitete. Ebenfalls eine befreundete Gruppe ist Dream Syndicate, deren Kopf Steve Wynn beim Refrain des Titelsongs unterstützend mitsingt. 1988 hatte Napolitano mit ihm zusammen den Song I Have Faith für das Dream-Syndicate-Album Ghost Stories geschrieben.
Die freundschaftlichen Beziehungen zu R.E.M. trugen doppelt Früchte, denn bei Darkening of the Light spielte der auf Saiteninstrumente mit Griffbrett spezialisierte Peter Buck Mandoline und der neben seiner Hauptaufgabe als Produzent (zum Beispiel R.E.M.) auch als Musiker tätige John Keane Slide Guitar.
Tomorrow, Wendy verzeichnet außerdem Bass-Credits für Gail Ann Dorsey, die viele Jahre für David Bowie arbeitete und drei Solo-Scheiben veröffentlichte.

## Titelliste
1. Bloodletting (The Vampire Song) (Johnette Napolitano) – 6:04
2. The Sky Is a Poisonous Garden (Johnette Napolitano, Bruce Moreland) – 2:36
3. Caroline (Johnette Napolitano) – 5:30
4. Darkening of the Light (Johnette Napolitano) – 3:24
5. I Don’t Need a Hero (Johnette Napolitano) – 4:25
6. Days and Days (Johnette Napolitano) – 3:12
7. The Beast (Johnette Napolitano) – 3:52
8. Lullabye (Johnette Napolitano) – 3:56
9. Joey (Johnette Napolitano) – 4:07
10. Tomorrow, Wendy (Andy Prieboy) – 5:05

Nur auf CD-Re-Release (20th Anniversary Edition) von 2010:
1. I Want You (Johnette Napolitano) – 3:31
2. Little Wing (Jimi Hendrix) – 4:16
3. Bloodletting (The Vampire Song) (French Extended Version) (Johnette Napolitano) – 7:06
4. Roses Grow (live) (Johnette Napolitano) – 3:08
5. The Sky Is A Poisonous Garden (live) (Johnette Napolitano, Bruce Moreland) – 4:10
6. Tomorrow, Wendy (live) (Andy Prieboy) – 3:58

## Songinfos
Bloodletting taucht in der Thrash-, Death-, Doom- und Black-Metal- sowie Gothic-Band-Szene häufig als Album- bzw. Songtitel auf, den Concrete-Blonde-Song haben jedoch nur Massacre und Saints of Ruin gecovert. Die 1991er CD-Single enthält neben einer für die Radioverwertung geeigneten „short version“ die sechsminütige Album-Version und um eine weitere Minute gestreckte Versionen in Französisch und Deutsch. Die Übersetzungen ließ Napolitano nicht von Muttersprachlern anfertigen, was zu einigen Fehlern geführt hat. Ihr Faible für andere Sprachen wird Napolitano auf Mexican Moon 1993 zu noch gravierenderen Spanisch-Schnitzern verleiten.
Zum weltweiten Achtungserfolg geriet die erste Auskopplung Joey. In den USA erreichte sie Platz 19 in den Billboard-Charts. In Europa lag sie vor allem in den Niederlanden weit vorn. In Deutschland wurde das Lied im Tatort-Krimi Zabou eingesetzt. Kevin Devine coverte es 2007. Napolitano schrieb den Text über eine Liebe, die am Alkohol zu zerbrechen droht, im Taxi auf dem Weg ins Studio zu Ende.
Die fünf Monate nach Joey in allen möglichen Formaten nachgeschossene zweite Single Caroline erfüllte die Erwartungen nicht. Die 7″-Single erschien mit Days and Days auf der B-Seite, die 12″-Single zusätzlich mit einer Live-Aufnahme des älteren Stücks Roses Grow, die CD-Variante nochmals erweitert um Live-Mitschnitte von The Sky Is a Poisonous Garden und Tomorrow, Wendy sowie das bereits für die God Is a Bullet-Vinyl-Maxi verwendete Hendrix-Cover Little Wing. Alle diese Aufnahmen bereicherten 2010 den Re-Release des Albums als Bonustracks.
An der Entstehung von The Sky Is a Poisonous Garden war das Wall-of-Voodoo-Mitglied Bruce Moreland beteiligt. Inwieweit dessen überwundene Drogensucht den Text beeinflusst hat, lässt sich nicht mit Sicherheit sagen, weil darin kein Grund für das Sterben der weiblichen Hauptperson ausgesprochen wird.
Andy Prieboy beschreibt in Tomorrow, Wendy eine reale Begebenheit aus seinem Bekanntenkreis: Eine Prostituierte nahm sich aus Angst vor AIDS das Leben. Er fragte Napolitano, ob sie das Stück mit ihm für sein Solo-Album im Duett singen wolle. Ihr gefiel es derart gut, dass sie es auch für Bloodletting aufnahm. Angesichts dieser Parallelveröffentlichung, noch dazu unter gegenseitiger Mitwirkung, wäre eine Etikettierung mit „Coverversion“ unangemessen.
Die als introvertiert geltende Johnette Napolitano verfiel (erneut) traurigen, düsteren, hoffnungslosen Inhalten. Sie bekannte seinerzeit, das Album habe eine „trübe Stimmung“. Und als sie ihr persönliches Tief überwunden zu haben glaubte, gestand sie sogar, der Vorwurf, es handele sich um „suicide music“ (Selbstmord-Musik) sei berechtigt gewesen.
Napolitanos Seelenleid drückt am eindringlichsten The Beast aus. An einer gescheiterten Liebesbeziehung nagend, bezeichnet sie darin die Liebe als „Blutegel“, „Vampir“ und „eine Herzen herausreißende Bestie“, des Weiteren als „quälenden Wahnsinn“, „sich als Freund ausgebenden Killer“ und „Monster aus der Dunkelheit“.

## Artwork
Vor schwarzem Hintergrund ist ein Strauß roter Rosen abgebildet. Eine weiße Rose ist darunter, zwar nicht im Zentrum des Bildes, jedoch ihm nahe. Auf ihrer Blüte, ihrem Stiel und einem Blatt befinden sich Bluttropfen. Der Gruppenname ist in weißer, der Albumname in roter Schrift rechts oben, wo keine der Rosen hineinreicht, angebracht. Das Joey-Cover korrespondiert in Objektwahl, Farbgestaltung und Symbolträchtigkeit mit dem des Albums: Auf einem schwarzweißen Schachbrettmuster-Boden ist eine weiße Vase mit roten Rosen zerschellt. Der Aufprall verursachte Blutspritzer, die offensichtlich von den Rosen, bekanntlich Symbol der Liebe, herrühren. Das Rosen-Motiv reicht bereits auf das God Is a Bullet-Single-Cover zurück, auf dem vertrocknete Rosen sinnlose Opfer symbolisieren.
Napolitano arbeitete das Konzept mit Hugh Browns und Jim Youslings Unterstützung aus. Sie widmete das Album ihrem engen Freund Ron Scarselli, dem Cover-Künstler des ersten Concrete-Blonde-Albums, der kurz zuvor, fast im selben Alter wie Napolitano, an AIDS gestorben war.

## Rezeption
In einer Tournee-Vorschau der Frankfurter Rundschau hieß es zum Album ohne abschließende Bewertung: „In den Songs läßt Johnette alles raus, was sie bedrückt. Da geht es mitunter recht düster zu […].“ Auch Matthias Penzel äußerte sich oberflächlich im Fachblatt Musikmagazin: „Das aktuelle Album BLOODLETTING ist, wie der Vorgänger FREE, ein Album zum Zuhören, vor allem zum mehrmaligen Hören.“ Die Internet-Plattform Allmusic vergab 4,5 von 5 möglichen Sternen.

## Kommerzieller Erfolg

### Chartplatzierungen
| ChartsChartplatzierungen       | Höchstplatzierung | Wochen |
| ------------------------------ | ----------------- | ------ |
| Vereinigte Staaten (Billboard) | 96 (16 Wo.)       | 16     |

### Auszeichnungen für Musikverkäufe
| Land/Region               | Auszeichnungen für Musikverkäufe (Land/Region, Auszeichnung, Verkäufe) | Verkäufe |
| ------------------------- | ---------------------------------------------------------------------- | -------- |
| Australien (ARIA)         | Gold                                                                   | 35.000   |
| Vereinigte Staaten (RIAA) | Gold                                                                   | 500.000  |
| Insgesamt                 | 2× Gold ·                                                              | 535.000  |